# Tarzans Rache
Tarzans Rache (Originaltitel: Tarzan Escapes) ist ein US-amerikanischer Abenteuerfilm von Richard Thorpe aus dem Jahr 1936. Grundlage für das Drehbuch waren die Tarzan-Romane von Edgar Rice Burroughs. Uraufgeführt wurde der Film am 6. November 1936. In Deutschland wurde der Film erstmals am 31. August 1951 in den Kinos gezeigt.

## Handlung
Jane und Tarzan haben sich im Dschungel häuslich eingerichtet. Ihr Baumhaus verfügt über fließend Wasser und einen von einem Elefanten angetriebenen Aufzug. Das friedliche Leben währt jedoch nicht lange, denn Janes Verwandte wollen sie zurück in ihre Heimat England holen. Rita und Eric kommen in Afrika an und beauftragen den zwielichtigen Captain Fry, sie zu Jane zu führen. Sie wollen ihr erzählen, dass Jane in England wichtige Dokumente zu unterzeichnen habe, die das Erbe ihres gerade verstorbenen Onkels regeln sollen.
Captain Fry, ein Wilderer, der die Gefahren solch einer Reise kennt, lehnt den Auftrag zuerst ab. Aber er will einen großen weißen Affen fangen und ihn nach London verkaufen. Also sagt Fry zu, die beiden Verwandten zu begleiten. Neben Fry, Rita und Eric gehören zur Reisegruppe Frys Assistent Rawlins sowie eine Gruppe Eingeborener unter der Führung von Bomba. Schon bald wird die Truppe von Eingeborenen des Stammes Gaboni angegriffen. Die Träger flüchten, die übrigen Reiseteilnehmer lagern in einem Dorf.
Tarzan und sein Schimpanse Cheetah beobachten die Gruppe und lassen heimlich einige eingefangene Affen frei. Wieder bei Jane bemerkt diese Tarzans Sorge wegen der weißen Eindringlinge. Auf Janes Drängen hin besuchen beide die Reisegruppe. Jane erkennt ihre Verwandten Rita und Eric und lädt sie zu einem Essen ins Baumhaus ein. Während Tarzan für das Essen sammelt, drängen Rita und Eric Jane zur Rückkehr nach England. Jane will Tarzan nicht verlassen, doch sie verspricht ihm, bald wieder zu ihm zurückzukehren. Tarzan ist zuerst verbittert, doch bald ist er von Janes wahren Gefühlen zu ihm überzeugt.
Zur gleichen Zeit plant Fry, Tarzan zu entführen, um ihn in Europa als Sensation zu präsentieren. Der gutherzige Rawlins will den Plan vereiteln, wird jedoch von Fry getötet. Fry belügt Tarzan über Janes Absichten. Er erzählt ihm, dass sie ihn verlassen wolle. Mit einem Trick lockt er Tarzan in einen Käfig. Als eingeborene Krieger eintreffen, schafft er es mit Hilfe von zwei Elefanten, sich zu befreien. Die Krieger haben Rita, Eric und Jane gefangen um sie zu opfern. Tarzan lässt durch Affenrufe Elefanten die Eingeborenen angreifen, gleichzeitig erkennt er in Fry einen Verbrecher und lockt ihn in einen Sumpf, in dem der Bösewicht stirbt. Dankbar über ihre Rettung gestehen Rita und Eric, dass die Erbgeschichte ein Trick sei und Janes Anwesenheit in England nicht notwendig sei. Jane sagt ihnen Lebewohl und kehrt mit Tarzan in den Dschungel zurück.

## Hintergrund
Die MGM-Produktion, der dritte Tarzan-Film mit Johnny Weissmüller und Maureen O’Sullivan, hatte ein geschätztes Budget von ca. einer Million US-Dollar.
Für John Buckler war es der letzte Film, er starb eine Woche vor der Uraufführung bei einem Verkehrsunfall. Auch Herbert Mundin verstarb bei einem Verkehrsunfall drei Jahre nach den Dreharbeiten zu diesem Film. Benita Hume, die die Rolle der Rita spielte, war die Schwester von Drehbuchautor Cyril Hume, der schon das Drehbuch für den ersten Tarzanfilm mit Weissmüller adaptiert hatte.
Richard Thorpe übernahm die Regie von dem Australier John Farrow, nachdem dieser James C. McKay abgelöst hatte. Farrow heiratete noch im gleichen Jahr die Jane-Darstellerin Maureen O’Sullivan. Cedric Gibbons wurde als Art-Director von Elmer Sheeley abgelöst, die Verantwortung für die Spezialeffekte gingen von James Basevi auf A. Arnold Gillespie (später drei Oscars) über, Tom Tutwiler ersetzte Max Fabian bei den Kameraeffekten. Kameramann Leonard Smith gewann 1946 mit seinem letzten Film Die Wildnis ruft einen Oscar. Ein Jahr später verstarb er. Ausstatter des Films war der spätere achtfache Oscar-Gewinner Edwin B. Willis. Für ihn war es die neunte von über 600 Arbeiten an einem Film. Ein weiterer Oscar-Gewinner war für den Ton verantwortlich: Douglas Shearer, der mit sieben Oscars in seiner Karriere bedacht wurde.

## Kritiken
Das Lexikon des internationalen Films nannte Tarzans Rache ein „[h]erkömmliches Dschungelabenteuer mit einigen schönen einkopierten Originalaufnahmen aus der Tierwelt“.
Für prisma inszenierte Richard Thorpe eine Fortschreibung, „in der Tarzan die Bösewichter ziemlich grausam bestraft (recht so!)“. Ansonsten biete auch dieser dritte Weissmueller-Tarzan beste Dschungelromantik mit Abenteuern, Kämpfen und Liebe. Erwähnung findet Janes „weitaus züchtigeres Outfit als noch im Vorläufer“.

## Synchronisation
Eine erste deutsche Synchronfassung entstand 1951 im MGM Synchronisations-Atelier Berlin. Im Jahr 1981 gab das ZDF bei der Arena Synchron GmbH Berlin eine weitere Synchronisation in Auftrag, die unter der Synchronregie und nach dem Dialogbuch von Franz-Otto Krüger hergestellt wurde.
| Rolle       | Darsteller         | Synchronsprecher 1951 | Synchronsprecher 1981 |
| ----------- | ------------------ | --------------------- | --------------------- |
| Tarzan      | Johnny Weissmüller | Wilhelm Borchert      | Wolfgang Pampel       |
| Jane        | Maureen O’Sullivan | –                     | Almut Eggert          |
| Captain Fry | John Buckler       | Wolfgang Lukschy      | Hermann Wagner        |
| Rita        | Benita Hume        | –                     | Brigitte Grothum      |
| Eric        | William Henry      | Klaus Schwarzkopf     | Eckhard Heise         |
| Rawlins     | Herbert Mundin     | Clemens Hasse         | Wolfgang Spier        |
| Masters     | E. E. Clive        | Arthur Schröder       | Wilhelm Borchert      |
| Bomba       | Darby Jones        | Alfred Balthoff       | –                     |